# Bahnstrecke Doupov–Vilémov u Kadaně
| Kursbuchstrecke (SŽ): | 165 (2006)           |                                               |                                               |
| Streckenlänge: | 18,074 km            |                                               |                                               |
| Spurweite: | 1435 mm (Normalspur) |                                               |                                               |
| Streckenklasse: | B2                   |                                               |                                               |
| Streckengeschwindigkeit: | 75 km/h              |                                               |                                               |
| |                      |                                               |                                               |
| \| \| 0,000 \| Doupov früher Duppau \| Doupov früher Duppau \| \| \| 3,40 \| Oleška früher Oleschau (b Duppau) \| Oleška früher Oleschau (b Duppau) \| \| \| 5,40 \| Hluboká-Žďár früher Tiefenbach-Saar \| Hluboká-Žďár früher Tiefenbach-Saar \| \| \| 6,90 \| Žebletín früher Sebeltitz \| Žebletín früher Sebeltitz \| \| \| 7,90 \| Kyselka-Obrovice früher Sauerbrunn-Wobern \| Kyselka-Obrovice früher Sauerbrunn-Wobern \| \| \| \| \| \| \| \| \| nákl. vojenské lesy \| \| \| \| 9,235 \| Kadaňský Rohozec früher Böhmisch Rust \| Kadaňský Rohozec früher Böhmisch Rust \| \| \| 10,545 \| Ždov früher Gstob \| Ždov früher Gstob \| \| \| \| vlečka cukrovar \| \| \| \| 13,473 \| Radonice u Kadaně früher Radonitz (b Kaaden) \| Radonice u Kadaně früher Radonitz (b Kaaden) \| \| \| 16,284 \| Vilémov u Kadaně město früher Willomitz Stadt \| Vilémov u Kadaně město früher Willomitz Stadt \| \| \| \| vlečka důl Prokop \| \| \| \| \| Liboc \| \| \| \| \| ursprüngliche Trasse nach Kaštice \| \| \| \| \| von Kaštice \| \| \| \| 18,074 \| Vilémov u Kadaně früher Willomitz \| Vilémov u Kadaně früher Willomitz \| \| \| \| von Kadaň-Prunéřov \| \| |                      |                                               |                                               |
| Kopfbahnhof Streckenanfang (Strecke außer Betrieb) | 0,000                | Doupov früher Duppau                          | Doupov früher Duppau                          |
| Haltepunkt / Haltestelle (Strecke außer Betrieb) | 3,40                 | Oleška früher Oleschau (b Duppau)             | Oleška früher Oleschau (b Duppau)             |
| Haltepunkt / Haltestelle (Strecke außer Betrieb) | 5,40                 | Hluboká-Žďár früher Tiefenbach-Saar           | Hluboká-Žďár früher Tiefenbach-Saar           |
| Haltepunkt / Haltestelle (Strecke außer Betrieb) | 6,90                 | Žebletín früher Sebeltitz                     | Žebletín früher Sebeltitz                     |
| Haltepunkt / Haltestelle (Strecke außer Betrieb) | 7,90                 | Kyselka-Obrovice früher Sauerbrunn-Wobern     | Kyselka-Obrovice früher Sauerbrunn-Wobern     |
| |                      |                                               |                                               |
| Abzweig geradeaus und ehemals von links |                      | nákl. vojenské lesy                           | nákl. vojenské lesy                           |
| Haltepunkt / Haltestelle | 9,235                | Kadaňský Rohozec früher Böhmisch Rust         | Kadaňský Rohozec früher Böhmisch Rust         |
| Haltepunkt / Haltestelle | 10,545               | Ždov früher Gstob                             | Ždov früher Gstob                             |
| Abzweig geradeaus und ehemals nach rechts |                      | vlečka cukrovar                               | vlečka cukrovar                               |
| Bahnhof | 13,473               | Radonice u Kadaně früher Radonitz (b Kaaden)  | Radonice u Kadaně früher Radonitz (b Kaaden)  |
| Haltepunkt / Haltestelle | 16,284               | Vilémov u Kadaně město früher Willomitz Stadt | Vilémov u Kadaně město früher Willomitz Stadt |
| Abzweig geradeaus und ehemals nach links |                      | vlečka důl Prokop                             | vlečka důl Prokop                             |
| Brücke über Wasserlauf |                      | Liboc                                         | Liboc                                         |
| Abzweig geradeaus und ehemals nach rechts |                      | ursprüngliche Trasse nach Kaštice             | ursprüngliche Trasse nach Kaštice             |
| Abzweig geradeaus und von rechts |                      | von Kaštice                                   | von Kaštice                                   |
| Bahnhof | 18,074               | Vilémov u Kadaně früher Willomitz             | Vilémov u Kadaně früher Willomitz             |
| Strecke |                      | von Kadaň-Prunéřov                            | von Kadaň-Prunéřov                            |

Die Bahnstrecke Doupov–Vilémov u Kadaně ist eine regionale Eisenbahnverbindung in Tschechien, die ursprünglich von der Österreichischen Lokaleisenbahngesellschaft (ÖLEG) und den Kaadner Lokalbahnen als staatlich garantierte Lokalbahn erbaut wurde. In Betrieb ist heute nur noch die Strecke von Vilémov u Kadaně (Willomitz) über Radonice (Radonitz) bis Kadaňský Rohozec (Böhmisch Rust). Die weitere Strecke nach Doupov (Duppau) wurde wegen ihrer Lage in einem Truppenübungsplatz in den 1970er Jahren stillgelegt und abgebrochen.
Nach einem Erlass der tschechischen Regierung ist die verbliebene Strecke seit dem 20. Dezember 1995 als regionale Bahn („regionální dráha“) klassifiziert.

## Geschichte
Ihren Ursprung hatte die Strecke Willomitz–Duppau in der Lokalbahn Schönhof–Radonitz, für die die ÖLEG am 28. Februar 1882 die Konzession erhalten hatte. Diese Lokalbahn war eine Erweiterung der schon seit 1881 bestehenden Strecke Kaschitz–Schönhof der Eisenbahn Pilsen–Priesen(–Komotau) (EPPK), die daraufhin von der ÖLEG erworben wurde. Am 1. Januar 1884 wurde die Lokalbahn Schönhof–Radonitz eröffnet.
Am 22. Dezember 1900 erhielten die Kaadner Lokalbahnen die Konzession für die Strecken Kaaden–Willomitz und Radonitz–Duppau. Die Kaadner Lokalbahnen errichteten in Willomitz einen neuen Bahnhof, der als Abzweigstation zwischen der nunmehr durchgehenden Verbindung Kaschitz–Kaaden und der Strecke nach Duppau dienen sollte. 
Eröffnet wurden die Strecken am 10. November 1902 (Radonitz–Duppau) und am 1. August 1903 (Kaaden–Willomitz). Die Betriebsführung auf der Gesamtstrecke übernahmen die k.k. Staatsbahnen (kkStB). Anfangs verkehrten drei gemischte Zugpaare täglich. Für die Strecke Willomitz–Duppau benötigten sie bergwärts 41 Minuten, talwärts 33 Minuten. 
Nach dem Ersten Weltkrieg ging die Strecke an die neu gegründeten Tschechoslowakischen Staatsbahnen (ČSD) über. Deren erster Fahrplan von 1919 verzeichnete nur zwei Zugpaare, die für die Gesamtstrecke über eine Stunde benötigten. 
Am 1. Januar 1925 wurden die Kaadner Lokalbahnen verstaatlicht.
In den 1930er Jahren verkehrten vier von fünf Personenzugpaaren mit modernen Motortriebwagen, was zu einer deutlichen Verkürzung der Fahrzeiten führte. Ein Teil der Züge wurden bis Kaaden bzw. Komotau durchgebunden.
Nach der Angliederung des Sudetenlandes an Deutschland am 1. Oktober 1938 kam die Strecke in Verwaltung der Deutschen Reichsbahn, Reichsbahndirektion Dresden. Im Reichskursbuch war die Verbindung als Kursbuchstrecke 167j Willomitz–Duppau  enthalten. Nach dem Ende des Zweiten Weltkriegs am 8. Mai 1945 kam die Strecke wieder zu den ČSD.

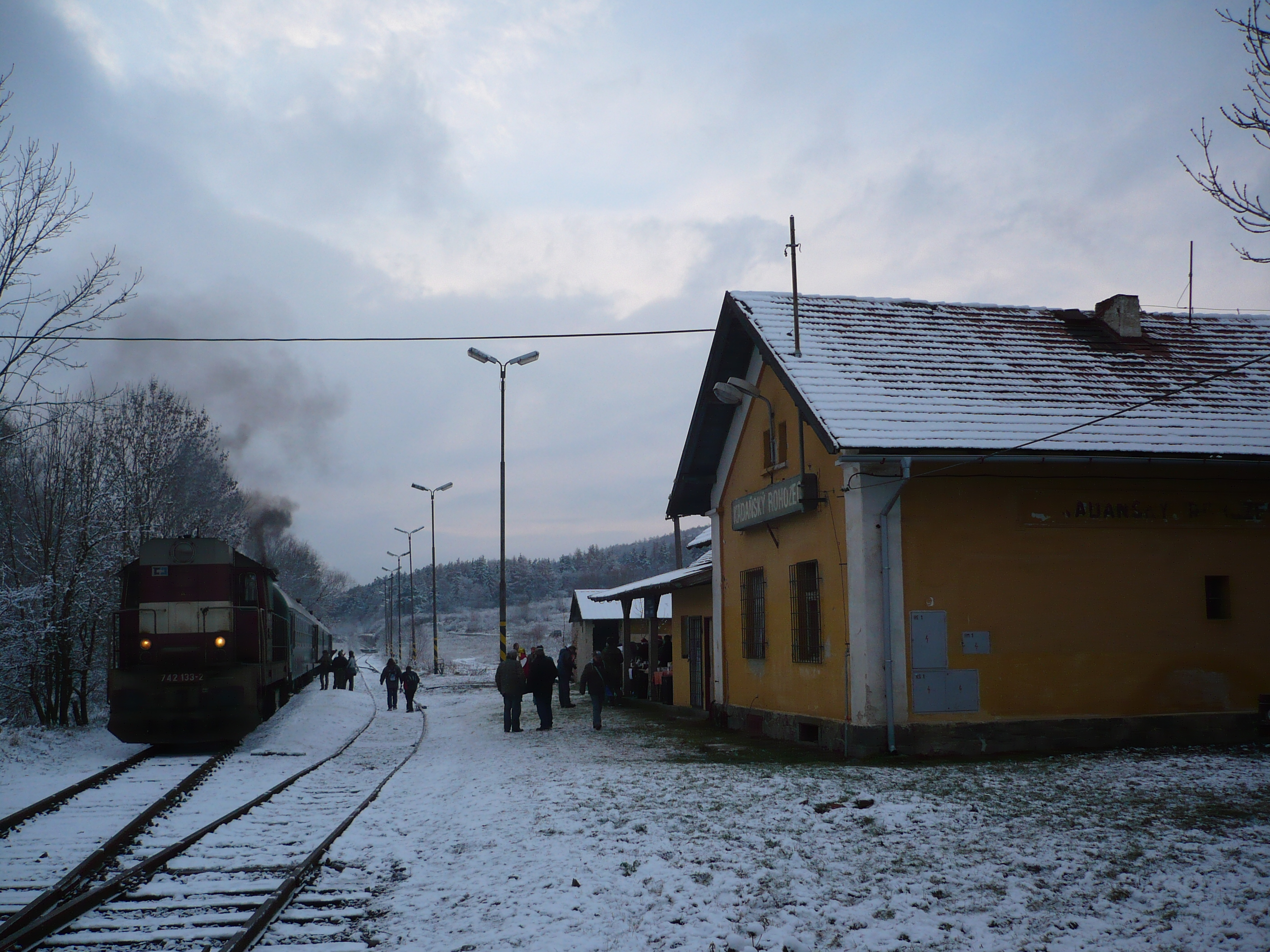
Nikolaussonderzug in Kadaňský Rohozec (2010)

Eine Zäsur war 1945/46 die fast vollständige Ausweisung der im Bahngebiet lebenden deutschsprachigen Bevölkerung. Das führte zu einer deutlichen Verringerung der Verkehrsnachfrage. Eine Neubesiedlung mit Tschechen gelang letztlich nur teilweise, was 1953 in den Beschluss zur Einrichtung des Truppenübungsplatzes Hradiště mündete. Das Areal wurde schließlich in mehreren Etappen von den Bewohnern geräumt. Die Stadt Doupov (Duppau) wurde bis zum 15. Mai 1954 ausgesiedelt. Der öffentliche Bahnverkehr wurde bereits am 30. April 1954 bis Kadaňský Rohozec außerhalb des Sperrgebietes zurückgezogen. Die Strecke zwischen Kadaňský Rohozec und Doupov diente fortan nur noch militärischen Zwecken. In den 1970er Jahren wurde sie abgebrochen. 
Im Fahrplan von 1988 verzeichnete insgesamt acht Zugpaare auf der Strecke zwischen Vilémov u Kadaně und Kadaňský Rohozec, wovon drei von und nach Kadaň durchgebunden wurden. Weitere Züge verkehrten  zwischen Vilémov u Kadaně und Radonice u Kadaně. Die Züge benötigten für die Fahrt zwischen Vilémov und Kadaňský Rohozec etwa 23 Minuten.
Am 1. Januar 1993 ging die Strecke im Zuge der Auflösung der Tschechoslowakei an die neu gegründeten České dráhy (ČD) über. Seit 2003 gehört sie zum Netz des staatlichen Infrastrukturbetreibers Správa železniční dopravní cesty (SŽDC).
Der Reiseverkehr auf der Strecke zwischen Vilémov und Kadaňský Rohozec wurde noch bis zum Fahrplanwechsel am 9. Dezember 2006 aufrechterhalten. Der Fahrplan von 2006 verzeichnete noch drei Zugpaare zwischen Vilémov und Kadaňský Rohozec. Letzter Nutzer im Güterverkehr war bis 2003 die Forstverwaltung des Truppenübungsplatzes. Am heutigen Streckenende besteht eine Verladerampe für Militärfahrzeuge.
Heute gibt es auf der Strecke zwischen Vilémov und Radonice nur noch touristischen Verkehr an den Wochenenden des Sommerhalbjahres, der unter dem Namen „Doupovská dráha“ (Duppauer Bahn) vermarktet wird. Verantwortliches Eisenbahnverkehrsunternehmen war zunächst die Gesellschaft Jindřichohradecké místní dráhy (JHMD) und ist heute Railway Capital. Die Züge sind seit 2016 als touristische Linie T6 in den Regiotakt Ústecký kraj integriert.